# Haroldius loebli
Haroldius loebli là một loài bọ cánh cứng trong họ Bọ hung (Scarabaeidae).